# Nikolaj Karetnikov
Nikolaj Nikolaevič Karetnikov (in russo Николáй Николáeвич Карéтников?; trasl. angl.: Nikolai Nikolayevich Karetnikov; Mosca, 30 giugno 1930 – Mosca, 9 ottobre 1994) è stato un compositore russo del cosiddetto gruppo underground - alternativo o anticonformista nella musica sovietica.

## Biografia
Karetnikov studiò alla Central Musical School (1942-1948) ed al Conservatorio di Mosca (1948-1953), dove i suoi insegnanti erano Vissarion Shebalin (composizione), Tatiana Nikolayeva (pianoforte), Igor Sposobin e Viktor Tsukkerman (teoria). Ha inoltre studiato privatamente con Philip Herschkowitz, allievo di Berg e Webern. Fu influenzato dalla musica della nuova scuola viennese ed è stato un fermo sostenitore della tecnica dodecafonica. I suoi balletti Vanina Vannini e The Geologists sono stati eseguiti al Teatro Bolshoi con la coreografia di Natalia Kasatkina e Vladimir Vasiliev. Tuttavia le autorità trovarono la sua musica inaccettabile. È stato criticato e quindi le sue opere bandite dall'Unione Sovietica per decenni.
La sua Sinfonia n. 4 (1963) fu rappresentata per la prima volta nel 1968 a Praga, appena prima dell'invasione dell'esercito sovietico per sopprimere la Primavera di Praga. Il suo terzo balletto Little Zaches Called Zinnober fu eseguito alla Opera House di Hannover (1971), in assenza del compositore, perché non gli era stato dato il permesso di viaggiare all'estero. La sua principale attività in quel momento era quella di scrivere musiche di scena per il teatro, il cinema e la televisione.
Continuò a comporre e pubblicare le sue opere importanti in segreto. Ha scritto due grandi opere, Till Eulenspiegel (1965-1985) e The Mystery of Apostle Paul, (1970-1987). Non avendo la possibilità di eseguire queste opere in pubblico, convinse il Cinema Orchestra di Mosca per effettuare la registrazione per lui, privatamente, sezione per sezione nel corso degli anni. Quando il nastro fu pronto, furono aggiunte le parti vocali. Questo è stato, forse, l'unico esempio di un'opera (underground) samizdat. Infine, Till Eulenspiegel fu premiato dalla Bielefeld Opera in Germania diretta da Geoffrey Moull nel 1993 e The Mystery of Apostle Paul fu premiato in concerto il 4 agosto 1995 ad Hannover, dopo la morte del compositore.
Karetnikov è stato anche l'autore di una raccolta di racconti autobiografici chiamati Темы с вариациями (Temi con variazioni), pubblicata in Russia nel 1990 (Una traduzione francese è stata pubblicata nello stesso anno dalle Editions Horay).

## Lavori
Opera
- Till Eulenspiegel (Тиль Уленшпигель), opera in due atti (1965-1985) eseguita nel 1993, Bielefeld, Germania
- The Mystery of The Apostle Paul, oratorio-opera in un atto (1970-1987), prima in concerto 4 agosto 1995, Hannover, Germania

Balletto
- Vanina Vanini, balletto in un atto su un soggetto di Stendhal (1960, eseguita nel 1962, Mosca)
- Little Zaches, Called Zinober, balletto in tre atti su soggetto di E.T.A. Hoffmann (1964-1967) eseguita nel 1971, Hannover, Germania

Coro
- Eight Spiritual Songs alla memoria di Boris Pasternak per coro maschile (1969-1989)
- Six Spiritual Songs per coro maschile (1992)

Lavori orchestrali
- Sinfonia n. 3 (1959)
- Symphony n. 4 (1963)
- Concerto per trentadue strumenti a fiato (1965)
- Chamber Symphony per 19 strumenti (1968)
- Concerto for orchestra d'archi (1992)
- Chamber symphony n. 2 (1994) postumo

Musica da camera
- 10 pezzi per pianoforte scritto in anni scolastici (1943-1946)
- Lento-Variazioni per pianoforte (1960)
- Sonata per violino e pianoforte (1961)
- String Quartet (1963)
- Little Night Music, quartetto per flauto, clarinetto, violino e violoncello (1969)
- Pezzo Concerto per pianoforte (1970)
- Due pezzi per pianoforte (1974)
- From Sholom Aleichem, suite di concerto per orchestra da camera (1985)
- Piano Quintet (1991)

Colonne sonore
- Musiche di scena per il teatro: circa 40 tra cui "Re Lear", "Un uomo per tutte le stagioni", "Macbeth", etc.
- Colonne sonore: circa 60 tra cui "Run", "A Rotten Tale", "First Russians", etc.
- Musica Radio & TV

## Registrazioni
- Melodia C10 29949 000. (LP) Recorded: 1988. Nikolai Karetnikov: Тиль Уленшпигель [Til’ Eulenspiegel] (1985). Soviet State Cinema Orchestra; Conductors: Emin Khachaturian and Valery Poliansky.
- Le Chant du Monde LDC 288029/30. Nikolai Karetnikov: Till Eulenspiegel (Opera in 2 Acts) 2 CDs. Soviet State Cinema Orchestra; Conductors: Emin Khatchaturian/Valery Poliansky
- Le Chant du Monde, Russian Season LDC288070, Released: February 1994. Audio CD DDD. Karetnikov, Nikolai: Chamber Music. Performers: Oleg Kagan, Vladimir Skanavi, Vladimir Loukianov, Konstantin Komissarov, Alexander Petrov, Alexander Gothelf, and Yury Slessarev.
  - 1. Sonata for Violin and Piano
  - 2. Two Pieces for Piano
  - 3. Concert Piece
  - 4. String Quartet
  - 5. Quintet for Piano and Strings.